# Larry Steers
Lawrence Wells Larry Steers, né le 14 février 1888 à Seward Township (en) (comté de Kosciusko, Indiana) et mort le 15 février 1951 à Los Angeles (quartier de Woodland Hills, Californie), est un acteur américain (parfois crédité L. W. Steers ou Lawrence Steers).

## Biographie

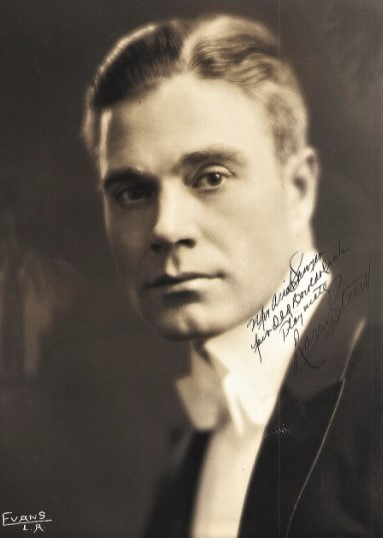
Vers 1920

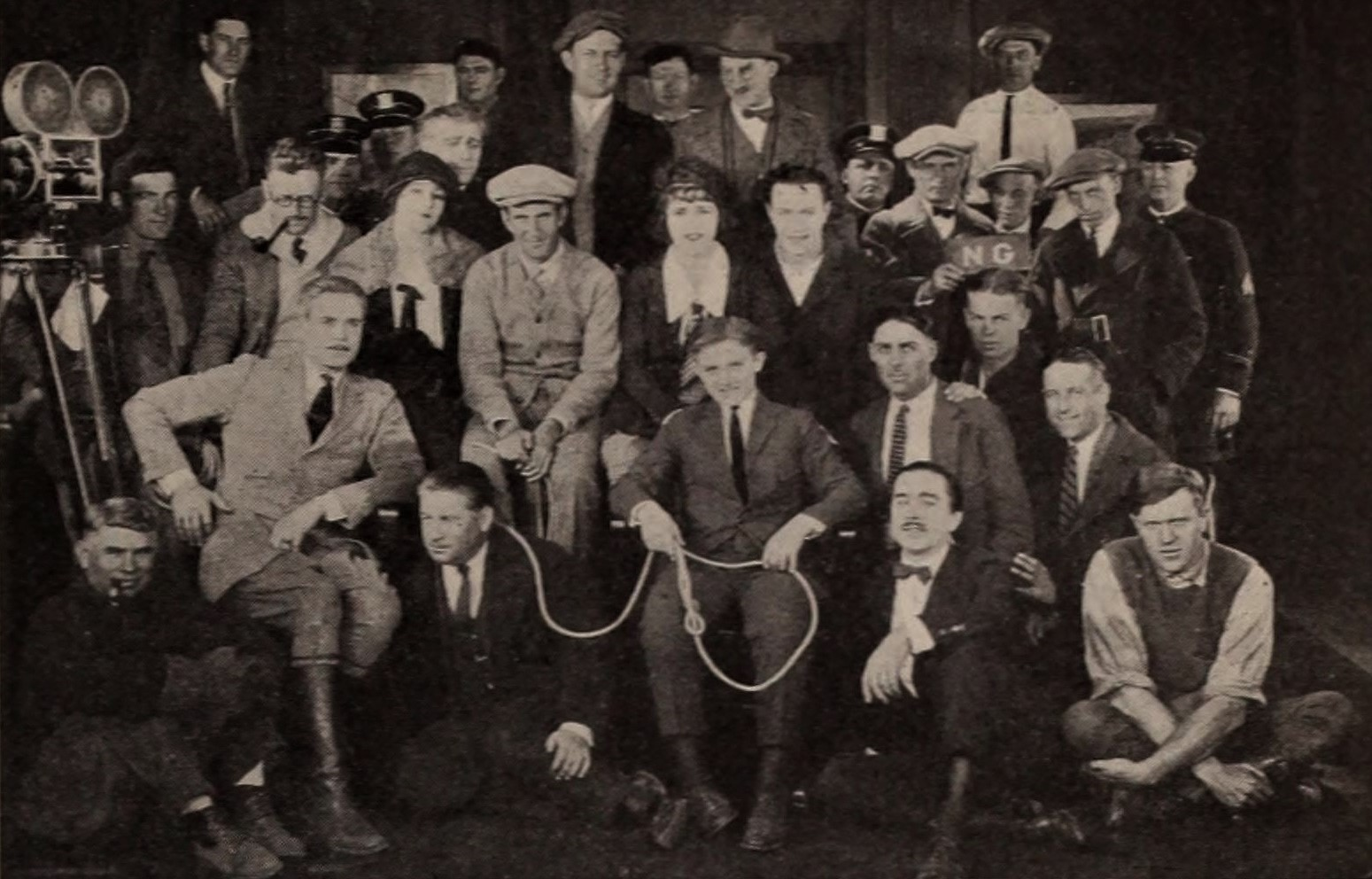
Équipe du tournage de Haunted Valley (1923), avec Ruth Roland (au centre) et Larry Steers (à gauche, en bottes hautes)

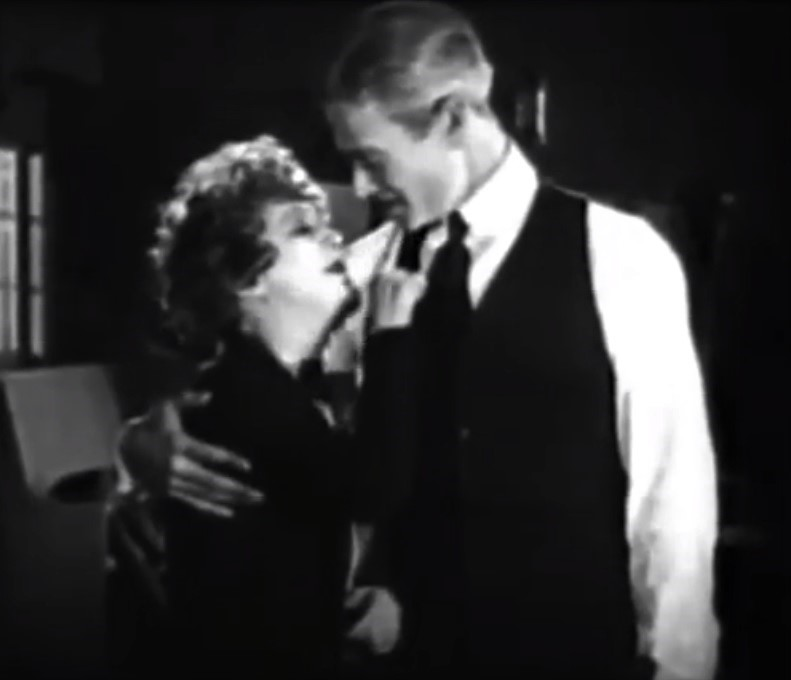
Avec Kathleen Clifford, dans The Love Gamble 1925)

Actif au cinéma dès la période du muet, Larry Steers contribue comme second rôle à plus de six cents films américains (le plus souvent non crédité après le passage au parlant), depuis Happiness of Three Women (en) de William Desmond Taylor (1917, avec House Peters et Myrtle Stedman) jusqu'à L'Ivresse et l'Amour de George Stevens (avec Joan Fontaine et Ray Milland), sorti en 1952, à peine plus d'un an après sa mort (en 1951), au lendemain de son 63e anniversaire.
Entretemps, mentionnons À la recherche du bonheur du même William Desmond Taylor (1918, avec Constance Talmadge et Norman Kerry), La Danseuse du Caire de Chester Withey (1924, avec Priscilla Dean et Robert Ellis), Le Chemin du divorce de Richard Wallace (1931, avec Lilyan Tashman et Buddy Rogers), L'Impossible Monsieur Bébé d'Howard Hawks (1938, avec Cary Grant et Katharine Hepburn), ou encore The Private Affairs of Bel Ami d'Albert Lewin (1947, avec George Sanders et Angela Lansbury).

## Filmographie partielle

### Période du muet
- 1917 : Happiness of Three Women (en) de William Desmond Taylor : Mark Barr
- 1918 : À chacun sa vie (Amarilly of Clothes-Line Alley) de Marshall Neilan : un ami de Gordon
- 1918 : À la recherche du bonheur (Up the Road with Sallie) de William Desmond Taylor : le juge de paix
- 1919 : Little Comrade de Chester Withey : Lieutenant Richard Hubbard
- 1919 : La Fleur enchantée (Heartsease) de Harry Beaumont
- 1921 : The Blot de Lois Weber : un invité
- 1921 : La Douloureuse Étape (Wealth) de William Desmond Taylor : Oliver Marshall
- 1922 : Le Droit d'aimer (Beyond the Rocks) de Sam Wood : un invité à Beachleigh
- 1923 : The Huntress de John Francis Dillon et Lynn Reynolds : Richard Gladding
- 1923 : Haunted Valley (The Haunted Valley) de George Marshall (serial) : Henry Mallinson
- 1924 : La Danseuse du Caire (A Cafe in Cairo) de Chester Withey : Colonel Alastair-Ker
- 1924 : Une biche et quarante chevaux (The Girl in the Limousine) de Larry Semon et Noel M. Smith : Dr Jimmy
- 1925 : The Best People de Sidney Olcott : Oncle Throckmorton
- 1925 : L'Éventail de Lady Windermere (Lady Windermere's Fan) d'Ernst Lubitsch : un invité
- 1925 : The Love Gamble (en) d'Edward LeSaint : Jim Gordon
- 1925 : La Ruée vers l'or (The Gold Rush) de Charlie Chaplin : le premier officier à Tacoma
- 1926 : The Lodge in the Wilderness d'Henry McCarty : John Hammond
- 1927 : The Claw de Sidney Olcott : Capitaine Rockwood
- 1928 : La Foule (The Crowd) de King Vidor : un docteur à l'hôpital
- 1928 : The Phantom Flyer de Bruce M. Mitchell : Joe Calvert
- 1929 : The King of the Kongo de Richard Thorpe (serial partiellement sonore) : Jack Drake

### Période du parlant

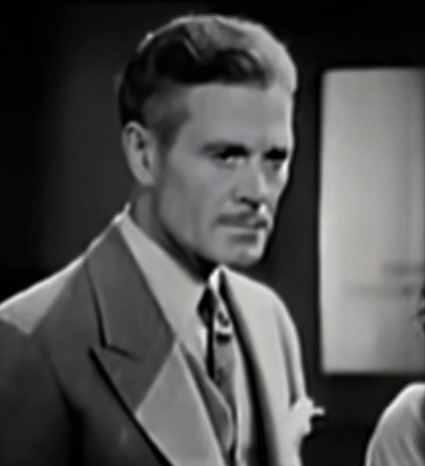
Dans Grief Street (1931)

- 1929 : The Phantom in the House de Phil Rosen
- 1930 : Pour décrocher la lune (Reaching for the Moon) d'Edmund Goulding : un passager
- 1930 : The Thoroughbred de Richard Thorpe : Tom Drake
- 1931 : Le Roi de la jungle (King of the Wild) de B. Reeves Eason et Richard Thorpe (serial) : l'officier britannique
- 1931 : The Secret Call de Stuart Walker
- 1930 : Nuits de Californie (Let's Go Places) de Frank R. Strayer : Ben King
- 1931 : Âmes libres (A Free Soul) de Clarence Brown : Ed
- 1931 : Le Petit César (Little Caesar) de Mervyn LeRoy : un invité de McClure
- 1931 : Seven Days Leave de Richard Wallace : l'aide de camp
- 1931 : Grief Street de Richard Thorpe : Ralph Burns
- 1931 : Fascination (Possessed) de Clarence Brown : un invité
- 1931 : Le Chemin du divorce (The Road to Reno) de Richard Wallace : l'avocat au divorce
- 1932 : Fireman, Save My Child de Lloyd Bacon : M. Applegate
- 1933 : Danseuse étoile (Stage Mother) de Charles Brabin
- 1932 : Blonde Vénus (Blonde Venus) de Josef von Sternberg : le directeur de l'hôtel à Baltimore
- 1932 : Cabaret de nuit (Night World) de Hobart Henley : un patron de nightclub
- 1932 : Haute Pègre (Trouble in Paradise) d'Ernst Lubitsch : un invité
- 1932 : Nuit d'aventures (Central Park) de John G. Adolfi
- 1932 : Skyscraper Souls d'Edgar Selwyn : un invité
- 1933 : Female de Michael Curtiz : un membre du conseil d'administration
- 1933 : Cocktail Hour de Victor Schertzinger : Dick
- 1933 : King Kong de Merian C. Cooper et Ernest B. Schoedsack : un amateur de théâtre
- 1933 : Ann Vickers de John Cromwell : le procureur
- 1934 : A Very Honorable Guy de Lloyd Bacon : un invité
- 1934 : La Joyeuse Divorcée (The Gay Divorcee) de Mark Sandrich : un patron de nightclub
- 1935 : The Great Impersonation d'Alan Crosland : un officier de l'armée
- 1935 : Code secret (Rendezvous) de William K. Howard : un déchiffreur
- 1935 : The Winning Ticket de Charles Reisner : un voyageur
- 1935 : Anna Karénine (Anna Karenina) de Clarence Brown : un officier au banquet
- 1936 : L'Extravagant Mr. Deeds (Mr. Deeds Goes to Town) de Frank Capra : un invité
- 1936 : Mon homme Godfrey (My Man Godfrey) de Gregory La Cava : un patron de nightclub
- 1936 : L'Enchanteresse (The Gorgeous Hussy) de Clarence Brown : un membre du cabinet
- 1937 : Sous le voile de la nuit (Under Cover of Night) de George B. Seitz : un membre de la faculté
- 1937 : Pension d'artistes (Stage Door) de Gregory La Cava : un patron de théâtre
- 1937 : Le Secret des chandeliers (The Emperor's Candlesticks) de George Fitzmaurice : un conspirateur
- 1937 : Marie Walewska (Conquest) de Clarence Brown : un aristocrate au bal
- 1937 : Forty Naughty Girls d'Edward F. Cline (non crédité)
- 1938 : Kentucky de David Butler : un ami de Thaddeus
- 1938 : L'Impossible Monsieur Bébé (Bringing Up Baby) d'Howard Hawks : un patron de nightclub
- 1938 : Toute la ville danse (The Great Waltz) de Julien Duvivier : un officier
- 1938 : L'Incendie de Chicago (In Old Chicago) d'Henry King : un admirateur de Belle
- 1939 : Premier Amour (First Love) d'Henry Koster : un invité au bal
- 1939 : Miracles à vendre (Miracles for Sale) de Tod Browning : un patron de nightclub
- 1939 : Monsieur Smith au Sénat (Mr. Smith Goes to Washington) de Frank Capra : un membre d'une commission
- 1940 : Michael Shayne, Private Detective d'Eugene Forde : un spectateur aux courses
- 1940 : Kitty Foyle (Kitty Foyle: The Natural History of a Woman) de Sam Wood : un spectateur à la première
- 1940 : Sous le ciel d'Argentine (Down Argentine Way) d'Irving Cummings : le patron du Westchester Club
- 1940 : Une nuit sous les tropiques (One Night in the Tropics) d'A. Edward Sutherland : un employé
- 1940 : Le Gros Lot (Christmas in July) de Preston Sturges : M. Babcock
- 1940 : La Fièvre du pétrole (Boom Town) de Jack Conway : un avocat de l'accusation

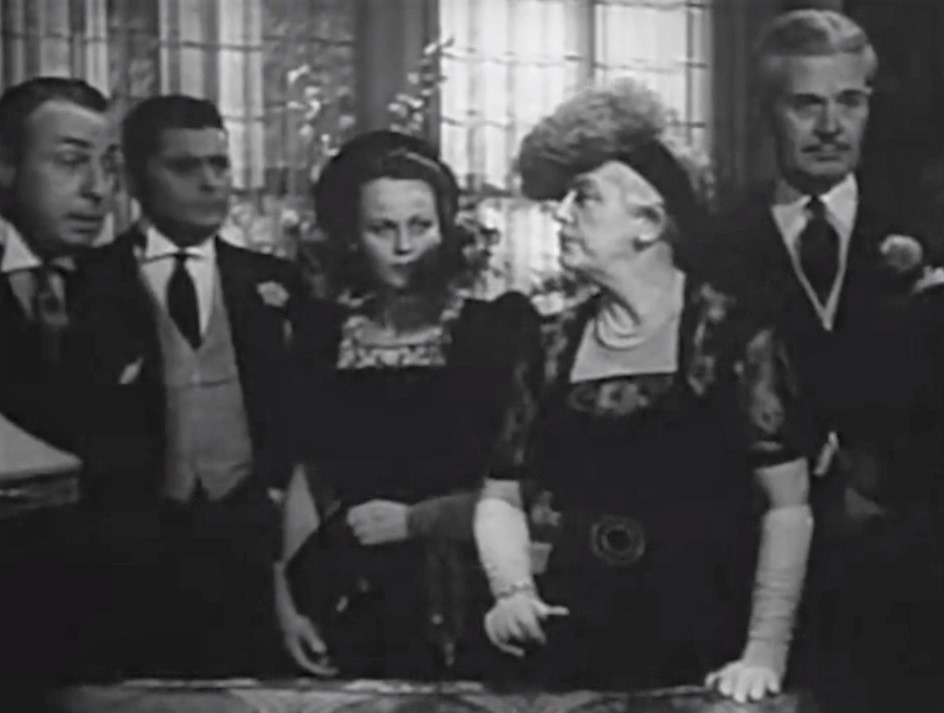
À droite, dans Mardi gras (1941)

- 1941 : La Danseuse des Folies Ziegfeld (Ziegfeld Girl) de Robert Z. Leonard : un patron de théâtre au numéro final
- 1941 : Un cœur pris au piège (The Lady Eve) de Preston Sturges : un bijoutier
- 1941 : Mardi gras (Sunny) d'Herbert Wilcox : Dr Warren
- 1941 : Rendez-vous d'amour (Appointment for Love) de William A. Seiter : un docteur
- 1942 : Les Rivages de Tripoli (To the Shores of Tripoli) de H. Bruce Humberstone : un client de l'hôtel
- 1943 : Amour et Swing (Higher and Higher) de Tim Whelan : un invité au mariage
- 1944 : La Femme au portrait (The Woman in the Window) de Fritz Lang : un membre du club
- 1944 : Atlantic City de Ray McCarey : M. Pierce, l'architecte
- 1944 : Laura d'Otto Preminger : un homme dînant avec Laura
- 1944 : Vacances de Noël (Christmas Holiday) de Robert Siodmak : un employé du tribunal
- 1945 : Rhapsodie en bleu (Rhapsody in Blue) d'Irving Rapper : un patron de théâtre
- 1945 : L'Intrigante de Saratoga (Saratoga Trunk) de Sam Wood : un client de l'hôtel Lobby
- 1945 : Les Amours de Salomé (Salome Where She Danced) de Charles Lamont : un invité
- 1945 : White Pongo (en) de Sam Newfield : Dr Kent
- 1945 : Le Joyeux Phénomène (Wonder Man) de H. Bruce Humberstone : le patron du Pelican Club
- 1945 : The Horn Blows at Midnight de Raoul Walsh : un client de l'hôtel
- 1945 : L'Horloge (The Clock) de Vincente Minnelli : un passager du bus
- 1946 : Une nuit à Casablanca (A Night in Casablanca) d'Archie Mayo : un patron de restaurant
- 1946 : La Mélodie du bonheur (Blue Skies) de Stuart Heisler : un invité au Top Hat
- 1946 : Le Château du dragon (Dragonwyck) de Joseph L. Mankiewicz : un serviteur
- 1946 : La Pluie qui chante (Till the Clouds Roll By) de Richard Whorf : un critique
- 1946 : L'Impératrice magnifique (Magnificent Doll) de Frank Borzage : La Fayette
- 1947 : Sang et Or (Body and Soul) de Robert Rossen : un spectateur d'un combat
- 1947 : Bel-Ami (The Private Affairs of Bel Ami) d'Albert Lewin : le deuxième docteur
- 1947 : Un gangster pas comme les autres (The Gangster) de Gordon Wiles : un serveur
- 1948 : L'Impitoyable (Ruthless) d'Edgar George Ulmer : un invité d'un dîner politique
- 1948 : La Course aux maris (Every Girl Should Be Married) de Don Hartman : un patron de restaurant
- 1948 : Ma femme et ses enfants (Family Honeymoon) de Claude Binyon : un invité au mariage
- 1949 : Malaya de Richard Thorpe : un homme d'affaires
- 1949 : Passion fatale (The Great Sinner) de Robert Siodmak : un patron de casino
- 1949 : Les Fous du roi (All the King's Men) de Robert Rossen : un spectateur à la mise en accusation
- 1949 : Entrons dans la danse (The Barkleys of Broadway) de Charles Walters : un invité
- 1949 : Samson et Dalila (Samson and Delilah) de Cecil B. DeMille : un prêtre
- 1949 : Le Rebelle (The Fountainhead) de King Vidor : un invité
- 1949 : Miss Grain de sel (Miss Grant Takes Richmond) de Lloyd Bacon : un patron de nightclub
- 1949 : Ville haute, ville basse (East Side, West Side) de Mervyn LeRoy : le patron du Del Rio Club
- 1950 : La Rue de traverse (Paid in Full) de William Dieterle : un invité
- 1950 : Le Père de la mariée (Father of the Bride) de Vincente Minnelli : un invité au mariage
- 1950 : 711 Ocean Drive de Joseph M. Newman : un spectateur aux courses
- 1950 : Le Chant de la Louisiane (The Toast of New Orleans) de Norman Taurog : un patron de restaurant
- 1951 : Une place au soleil (A Place in the Sun) de George Stevens : un cadre de la compagnie
- 1951 : Escale à Broadway (Lullaby of Broadway) de David Butler : un invité
- 1951 : Le Grand Caruso (The Great Caruso) de Richard Thorpe : un amateur d'opéra
- 1952 : L'Ivresse et l'Amour (Something to Live For) de George Stevens : un invité

## Note et référence
1. ↑  D'après sa fiche Find a Grave.